# 新竹市 (州轄市)
新竹市（日语：／ Shinchiku shi */?，白話字：Sin-tik-chhī，臺羅：Sin-tik-tshī），為1930年1月20日~1945年10月26日年間存在之行政區，為新竹州之州轄市。

## 行政區劃

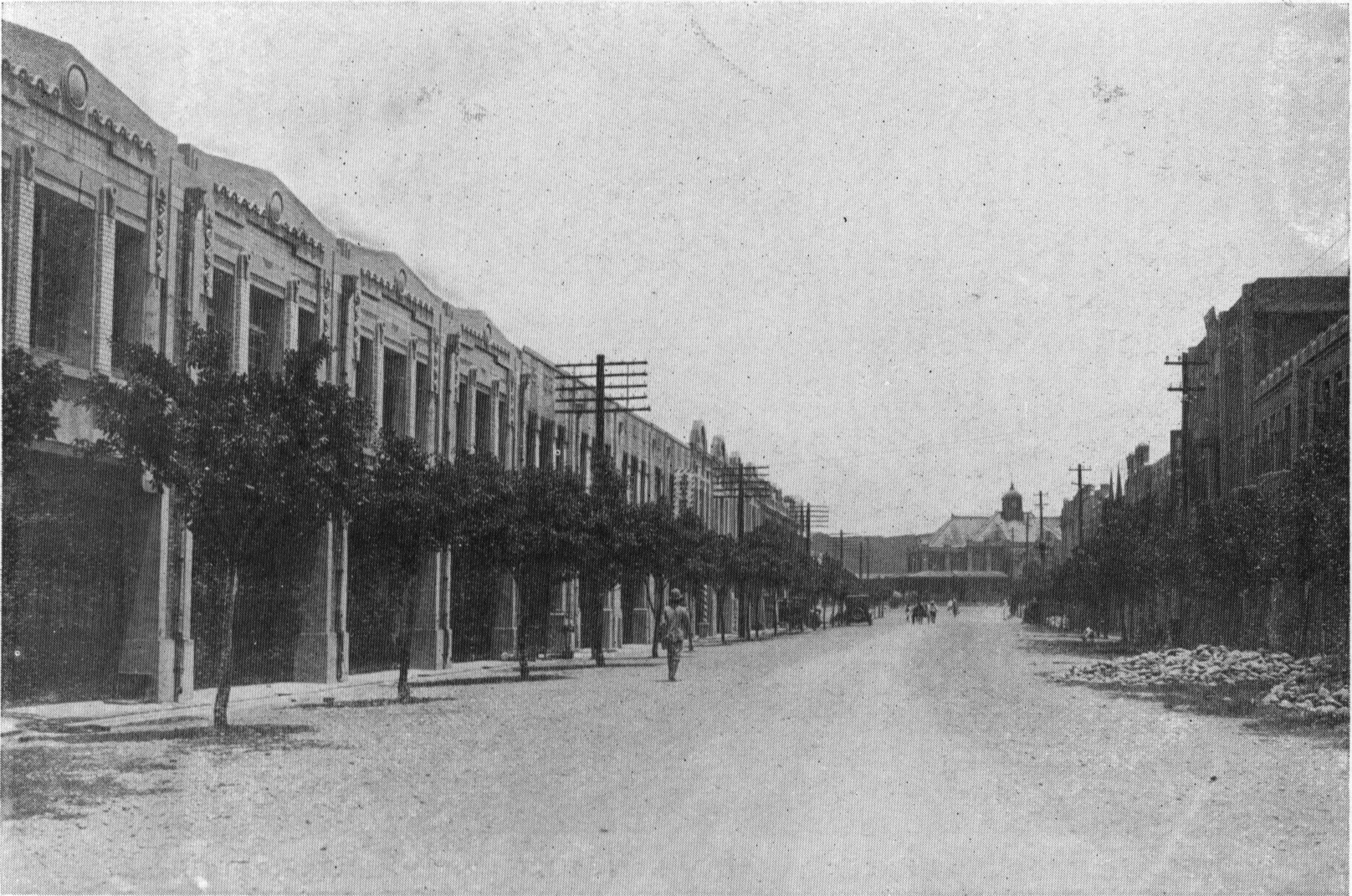
新竹市位於新竹州中心，昭和5年1月20日升格為市。

1930年1月20日，原新竹州新竹郡所屬之新竹街升格為新竹市，轄域內分為新竹、客雅、吉羊崙、沙崙、崙子、溪埔子、苦苓脚、樹林頭、水田、湳雅、東勢、赤土崎、埔頂、柴梳山、金山面十五個大字。其範圍包含今新竹市北區的東半部，以及東區的中西部及東部地區。1931年9月，香山庄牛埔的一部份被編入新竹市。1935年8月，新竹市實施町名改正，市區（大字新竹）劃分成榮町、東門町、旭町、田町、錦町、花園町、南門町、新興町、黑金町、西門町、住吉町、宮前町、表町、北門町、新富町十五町。
1941年10月，原新竹郡香山之全部、舊港之西南部、六家之西南部併入新竹市，舊港庄、六家庄其餘部分合併成立竹北。其中香山庄轄域包括青草湖、牛埔、香山坑、茄苳湖、香山、海山罟、塩水港、南隘、楊寮、虎子山、浸水十一個大字；舊港庄併入部分包括槺榔、十塊寮、油車港三個大字與舊港之一小部分；六家庄併入部分則包括二十張犁、九甲埔兩個大字。合併後的轄區範圍與今新竹市相同。

## 市區區劃
新竹市為了管理上的需要，自1935年10月將新竹市劃分為不同區，各區設置一區長，負責其區內的政令宣導和衛生、災害防治等事務，新竹市一共分為25區。
| 區名     | 區域                                       | 備注           |
| -------- | ------------------------------------------ | -------------- |
| 東門町區 | 東門町                                     |                |
| 西門町區 | 西門町                                     |                |
| 南門町區 | 南門町                                     |                |
| 北門町區 | 北門町、部分田町和北門派出所管內的部分湳雅 | 1938年10月修正 |
| 表町區   | 表町                                       |                |
| 榮町區   | 榮町                                       |                |
| 花園町區 | 花園町和驛前派出所管內的東勢、部分赤土崎   |                |
| 黑金町區 | 黑金町                                     |                |
| 錦町區   | 錦町、部分田町和東門派出所管內的部分水田   | 1938年10月修正 |
| 新興町區 | 新興町、東門派出所管內的部分客雅           |                |
| 住吉町區 | 住吉町、西門派出所管內的部分客雅           |                |
| 宮前町區 | 宮前町、西門派出所管內的部分崙子           |                |
| 旭町區   | 旭町                                       |                |
| 新富町區 | 新富町、北門派出所管內的部分崙子           | 1941年10月新增 |
| 埔頂區   | 東勢、赤土崎、埔頂、柴梳山、金山面         | 1941年10月新增 |
| 樹林頭區 | 沙崙、吉羊崙、苦苓腳、湳雅、樹林頭、溪埔子 | 1941年10月新增 |
| 南寮區   | 十塊寮、槺榔、油車港                       | 1941年10月新增 |
| 楊寮區   | 楊寮、虎子山                               | 1941年10月新增 |
| 牛埔區   | 牛埔、浸水                                 | 1941年10月新增 |
| 香山區   | 香山                                       | 1941年10月新增 |
| 香山坑區 | 香山坑                                     | 1941年10月新增 |
| 海山罟區 | 海山罟、茄苳湖                             | 1941年10月新增 |
| 鹽水港區 | 鹽水港、南隘                               | 1941年10月新增 |
| 青草湖區 | 青草湖                                     | 1941年10月新增 |
| 九甲埔區 | 二十張犁、九甲埔                           | 1941年10月新增 |

## 官公署

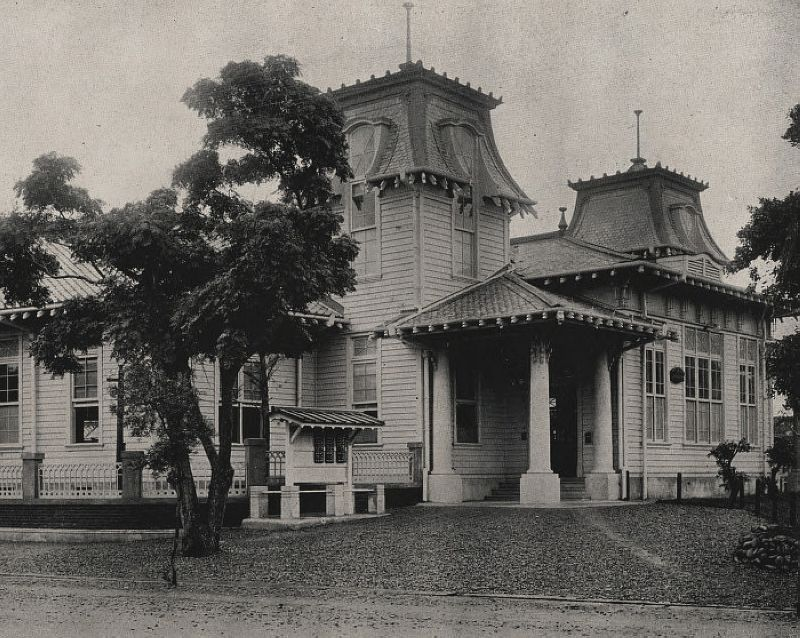
新竹郵便局

- 新竹州廳
- 新竹郡役所
- 新竹市役所（今 新竹市美術館）
- 新竹地方法院
- 新竹地方法員檢察局
- 新竹地方法院登記所
- 新竹警察署
- 新竹少年刑務所（今 新竹監獄）
- 新竹郵便局
- 新竹州商工獎勵館
- 新竹州立工藝指導所
- 天然瓦斯研究所
- 新竹植物檢查所
- 新竹米穀檢查所
- 新竹州立農事試驗場
- 新竹州立種畜場
- 專賣局新竹支局
- 新竹測候所
- 新竹機關庫

- 旌表（新竹郊外）
- 新竹市森林公園
- 新竹城東門
- 新竹舊市街
- 新竹竹蓮寺
- 新竹州廳
- 新竹城壁
- 新竹市街
- 新竹廳舍
- 新竹東門
- 新竹廳官舍
- 新竹市場
- 新竹公園

## 學校

### 中等教育
- 州立新竹中學校 （今 新竹高中）
- 州立新竹高等女學校 （今 新竹女中）
- 市立新竹家政女學校（今 建華國中）
- 州立新竹商業學校（今 新竹高商）
- 州立新竹農業學校（戰時遷至苗栗，成為苗栗農工前身 ）
- 州立新竹工業學校（今 新竹高工）

### 初等教育
- 新竹尋常高等小學校（今 東門國小）
- 新竹第一公學校
- 新竹第二公學校
- 新竹第三公學校
- 新竹第四公學校
- 住吉公學校
- 新竹第一幼稚園
- 新竹第二幼稚園

## 醫療
- 新竹醫院
- 市立北辰醫院（貧民診療）
- 市立城西醫院（傳染病院，1937年由客雅遷至崙子）

## 其他設施

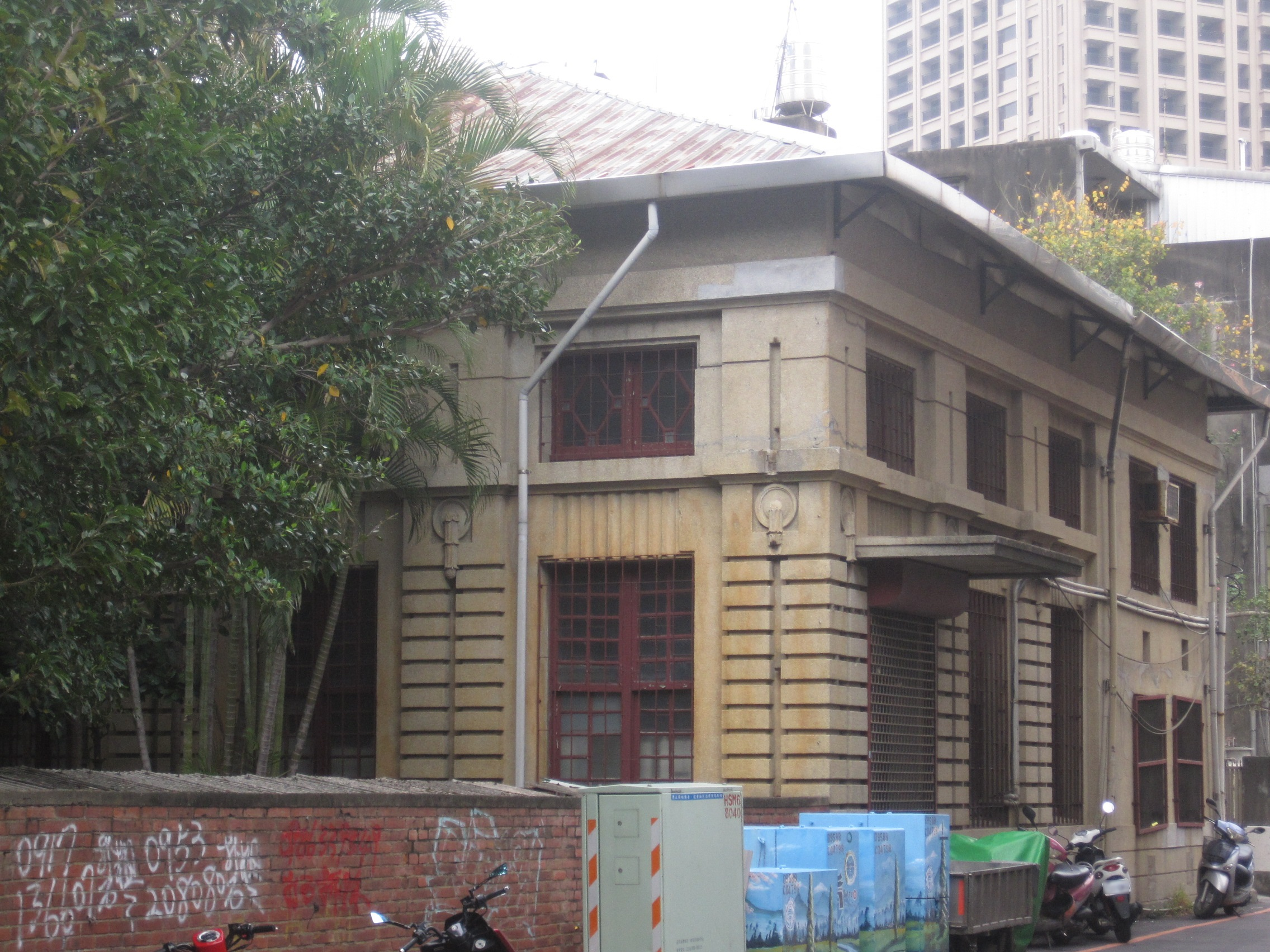
新竹州圖書館

- 新竹州圖書館新竹州圖書館
- 新竹公會堂新竹公會堂
- 新竹市社會館
- 新竹市公設質舖
- 新竹市營食堂

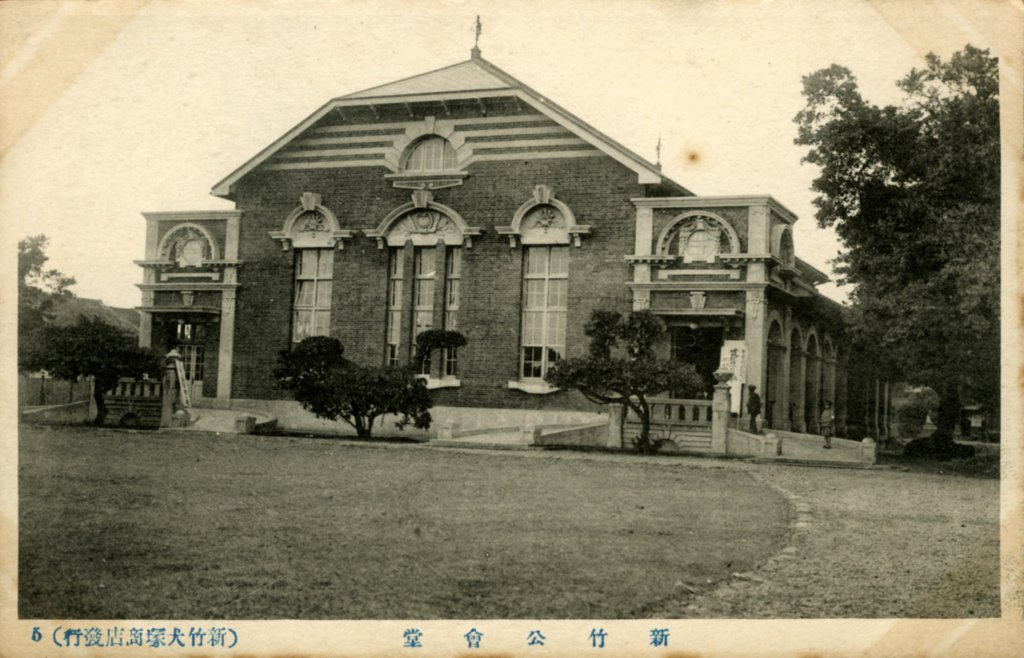
新竹公會堂

- 新竹市營映畫常設館（有樂館，今 新竹市影像博物館）
- 新竹市立水泳場（新竹公園內）
- 新竹兒童遊園地（新竹公園內）
- 新竹市公共住宅
- 新竹水道
- 北門消費市場
- 東門消費市場
- 南門消費市場
- 西門消費市場
- 新竹市家畜市場
- 新竹市卸市場

## 名勝舊蹟
- 新竹神社
- 新竹御舍營所址（爽吟閣原址）
- 爽吟閣（後遷至新竹神社內）
- 牛埔山御露營地
- 迎曦門
- 新竹公園
- 新竹森林公園（十八尖山一帶）
- 新竹競馬場
- 新竹高爾夫球場
- 南寮海水浴場

## 歷任首長

### 市尹
| 任次 | 肖像 | 姓名 （生－卒）         | 在任時間       | 在任時間       | 備註 |
| ---- | ---- | ----------------------- | -------------- | -------------- | ---- |
| 1    |      | 山本正一 （1884－？）   | 1930年1月20日  | 1932年4月21日  |      |
| 2    |      | 政所重三郎 （1884－？） | 1932年4月21日  | 1934年9月3日   |      |
| 3    |      | 青木健一 （？－？）     | 1934年9月3日   | 1936年10月20日 |      |
| 4    |      | 池田斌 （？－？）       | 1936年10月20日 | 1937年8月16日  |      |
| 5    |      | 吉田駛馬 （1885－？）   | 1937年8月16日  | 1939年12月28日 |      |
| 6    |      | 矢野榮治 （？－？）     | 1939年12月28日 | 1940年10月28日 |      |

#### 附註
1. ↑  原新竹州大溪郡守。
2. ↑  改任專賣局酒課長兼菸草課長。
3. ↑  改任花蓮港廳長。
4. ↑  原臺東廳庶務課長。
5. ↑  原新竹州苗栗郡守。
6. ↑  原新竹州中壢郡守。
7. ↑  原臺北州海山郡守。
8. ↑  改任市長。

### 市長
| 任次 | 肖像 | 姓名 （生－卒）     | 在任時間       | 在任時間       | 備註 |
| ---- | ---- | ------------------- | -------------- | -------------- | ---- |
| 1    |      | 矢野榮治 （？－？） | 1940年10月28日 | 1942年8月7日   |      |
| 2    |      | 水崎格 （？－？）   | 1942年8月7日   | 1945年7月27日  |      |
| 3    |      | 森清吉 （1893－？） | 1945年7月27日  | 1945年10月25日 |      |

#### 附註
1. ↑  原高雄州潮州郡守。